# Bahr el-Ghazal (rivière du Soudan du Sud)
Pour les articles homonymes, voir Bahr el-Ghazal.
Le Bahr el-Ghazal (en arabe : al-Baḥr al-Ghazāl, « le fleuve des Gazelles ») est une rivière du Soudan du Sud et un sous-affluent du Nil, par le Nil Blanc.

## Géographie
La rivière résulte de la confluence des rivières Bahr el-Arab et Jur,, qui se produit à proximité de la ville de Wang Kai, au Sud-Ouest de Bentiu. Elle rejoint au niveau du lac No le Bahr el-Jabal pour former le Nil Blanc. En fonction du point de départ considéré, sa longueur vaut entre 240 km et 716 km.
Cette rivière a été cartographiée pour la première fois en 1772, par le géographe français Jean-Baptiste Bourguignon d'Anville.